# Olympian Motors Company
Olympian Motors Company war ein US-amerikanischer Hersteller von Automobilen.

## Unternehmensgeschichte
R. A. Palmer hatte bereits mit der Cartercar Company und der Pontiac Chassis Company Erfahrungen im Automobilbau gesammelt. 1917 gründete er das Unternehmen in Pontiac in Michigan. Anfang 1917 kaufte er das ehemalige Werk von Cartercar, das sich mittlerweile im Besitz von General Motors befand. Palmer kannte das Werk und wusste es zu schätzen. Im gleichen Jahr begann die Produktion von Automobilen. Der Markenname lautete Olympian.
Anfang 1918 entstanden etwa zehn Fahrzeuge am Tag. Nach dem Ende des Ersten Weltkriegs und der damit verbundenen Produktionsunterbrechung konnte diese Zahl Anfang 1919 auf 15 gesteigert werden.
Insgesamt entstanden 2070 Fahrzeuge. 1920 übernahm die Friend Motors Corporation das Unternehmen.

## Fahrzeuge
Im Angebot stand nur ein Modell. Das Model 37 hatte einen Vierzylindermotor mit 23 PS Leistung. Das Fahrgestell hatte 284 cm Radstand. Im Gegensatz zu vielen Konkurrenzfahrzeugen waren auch helle Farben lieferbar.
1917 gab es einen Tourenwagen mit fünf Sitzen und zwei verschiedene Roadster mit zwei und vier Sitzen.
Für 1918 bis 1919 sind der Tourenwagen und der viersitzige Roadster nicht mehr genannt, wobei der Wegfall des Tourenwagens ungewöhnlich erscheint. Zum zweisitzigen Roadster gesellte sich eine fünfsitzige Limousine.
1920 standen ein zweisitzige Roadster und ein fünfsitziger Tourenwagen zur Verfügung.

## Modellübersicht
| Jahr      | Modell   | Zylinder | Leistung (PS) | Radstand (cm) | Aufbau                                               |
| --------- | -------- | -------- | ------------- | ------------- | ---------------------------------------------------- |
| 1917      | Model 37 | 4        | 23            | 284           | Tourenwagen 5-sitzig, Roadster 2-sitzig und 4-sitzig |
| 1918–1919 | Model 37 | 4        | 23            | 284           | Roadster 2-sitzig, Limousine 5-sitzig                |
| 1920      | Model 37 | 4        | 23            | 284           | Tourenwagen 5-sitzig, Roadster 2-sitzig              |

## Produktionszahlen
| Jahr  | Produktionszahl |
| ----- | --------------- |
| 1917  | 217             |
| 1918  | 623             |
| 1919  | 713             |
| 1920  | 517             |
| Summe | 2070            |

Quelle: